# Ariel Waller
Ariel Grace Waller (Canadá, 16 de mayo de 1998) es una actriz canadiense. Es una de las protagonistas de la serie Mi Vida Con Derek, interpretando el papel de Marti Venturi en la serie. Tiene un papel importante en la exitosa película Cinderella Man, y también apareció en Kardia como la joven Hope.

## Filmografía
- Mi Vida Con Derek (TV) - Marti Venturi (2005 - 2009)
- Cinderella Man - Rosemarie Braddock (2005)
- Kardia - Joven Hope (2006)
- ReGenesis (TV) - Ruby McGhee (2006)
- Jack Brooks: Monster Slayer - Cindy Brooks (2007)
- Booky's Crush - Rosie (2009)
- Vacaciones con Derek - Marti Venturi (2011)